# Party.San Open Air
Party.San Open Air, eller PSOA, är en metalfestival som hålls årligen, andra helgen i augusti, strax utanför den tyska byn Bad-Berka i förbundslandet Thüringen.

## Historia
Festivalen grundades 1996 som en födelsedagsfest/utomhusfestival med några få lokalband. På grund av problem med att få tillstånd av lokala myndigheter (Thüringen avslog på den tiden kategoriskt alla offentliga arrangemang som råkade sammanfalla med högt uppsatta nazisters födelsedagar, i detta fall Rudolf Hess) var arrangörerna tvungna att skjuta upp den officiella festivalen, då kallad "Endsommer-Festival", från augusti till september. Den första festivalen hölls trots detta, inofficiellt, redan i augusti.
Idag har festivalen vuxit från sina anspråkslösa rötter till ett tredagarsarrangemang med upp till 15 000 besökare. Inom metalgenren internationellt kända artister spelar omväxlande på två olika scener.

## Politiska budskap
Sedan 2007 har festivalarrangörerna fört en kampanj mot, främst nazistiska, politiska uttryck. Bärande av tröjor och symboler samt spelande av musik producerad av artister med bakgrund i extremhögern, och/eller med extrema politiska texter (detta gäller även extremvänstern), på festival- och campingområdet, leder till direkt avhysning från festivalen.

## Band som spelat på festivalen
2010
- Asphyx
- Aura Noir
- Autopsy
- Demonical
- Desaster
- The Devil's Blood
- Devourment
- Dying Fetus
- Cannibal Corpse
- The Crown
- Ghost Brigade
- Ketzer
- Lividity
- Lock Up
- Merrimack
- Milking the Goatmachine
- Monstrosity
- Månegarm
- Napalm Death
- Necrophagist
- Ofermod
- Onheil
- Origin
- Sarke
- Suffocation
- Suicidal Angels
- Tribulation
- Under that Spell
- Varg
- Watain

2009
- Azarath
- Beneath the Massacre
- Brujeria
- Brutal Truth
- Dark Funeral
- Den Saakaldte
- Deströyer 666
- Eluveitie
- Evocation
- Exmortus
- Glorior Belli
- Grabak
- Hate Eternal
- Hellsaw
- Inhume
- Marduk
- Misery Index
- Moonsorrow
- Paganizer
- Postmortem
- Psycroptic
- Rotten Sound
- Sadus
- Satyricon
- Shining
- Six Feet Under
- Solstafir
- Summers Dying
- Swallow the Sun
- Thyrfing
- Unleashed

2008
- Behemoth
- Bloodbath
- Bolt Thrower
- Deadborn
- Defloration
- Dismember
- Endstille
- Facebreaker
- Farsot
- General Surgery
- Hail of Bullets
- Impaled Nazarene
- Imperious Malevolence
- Insision
- Irate Architect
- Kampfar
- Koldbrann
- Legion of the Damned
- Lividity
- Maroon
- Obituary
- Purgatory
- Skyforger
- Tyr
- Tyrant
- Unanimated
- Vreid